# Sérent
Sérent (bretonisch Serent) ist eine französische Gemeinde mit 3.386 Einwohnern (Stand 1. Januar 2022) im Département Morbihan in der Region Bretagne.

## Geografie
Sérent liegt etwa 30 Kilometer östlich von Vannes und rund 70 Kilometer westlich von Rennes.

## Wappen
Wappenbeschreibung: In Gold drei (2:1) schwarze Fünfblätter.

## Geschichte
Die Gegend ist seit der Steinzeit bewohnt. Dies belegen Funde von Ausgrabungen, die der Hallstatt-Kultur zugerechnet werden. Rund ein Jahrtausend liegt zwischen dieser Zeit und den ersten Erwähnungen in Chroniken des Frühen Mittelalters (im 9. Jahrhundert). Im Mittelalter gehörte sie verschiedenen Lehnsherren. Nach der Französischen Revolution wurde die Gegend durch Gefechte zwischen Truppen der französischen Regierung und Anhängern der Chouannerie verwüstet. Im Zweiten Weltkrieg gab es eine Gruppe von Kämpfern der Résistance in und um Sérent.

## Bevölkerungsentwicklung
Im 19. und 20. Jahrhundert blieb die Einwohnerzahl auf hohem Niveau. Dies im Gegensatz zu vielen anderen bretonischen Gemeinden. Ein Niedergang erfolgte erst zwischen 1931 und 1975, als die Zahl der Bewohner von 3050 auf nur noch 2399 sank. Diese Entwicklung änderte sich danach und die Gemeinde zählt heute wieder gleich viele Einwohner wie 1931.
| Jahr      | 1962 | 1968 | 1975 | 1982 | 1990 | 1999 | 2006 | 2012 | 2019 |
| Einwohner | 2503 | 2445 | 2399 | 2565 | 2686 | 2716 | 2913 | 3046 | 3066 |

## Sehenswürdigkeiten
- Kirche Saint-Pierre
- Schloss de la Salle (16. bis 19. Jahrhundert)
- Schloss de La Houletière
- Schloss de La Rivière
- Mehrere Herren- und Gutshäuser (Tromeur, Villegros, Bohurel und La Ville-Quélo)
- Kapelle Sainte-Suzanne de Sérent mit einem zugehörigen Kalvarienberg (16. Jahrhundert)
- Wegkreuze und die Kapelle Saint-Symphorien
- Wassermühlen in La Salle, Tromeur, Brévent, Marzac, La Ville-Baud, La Vallée und Le Rhun
- Windmühlen in Coëts, La Bourdonnaye, Pinieux und Brambily

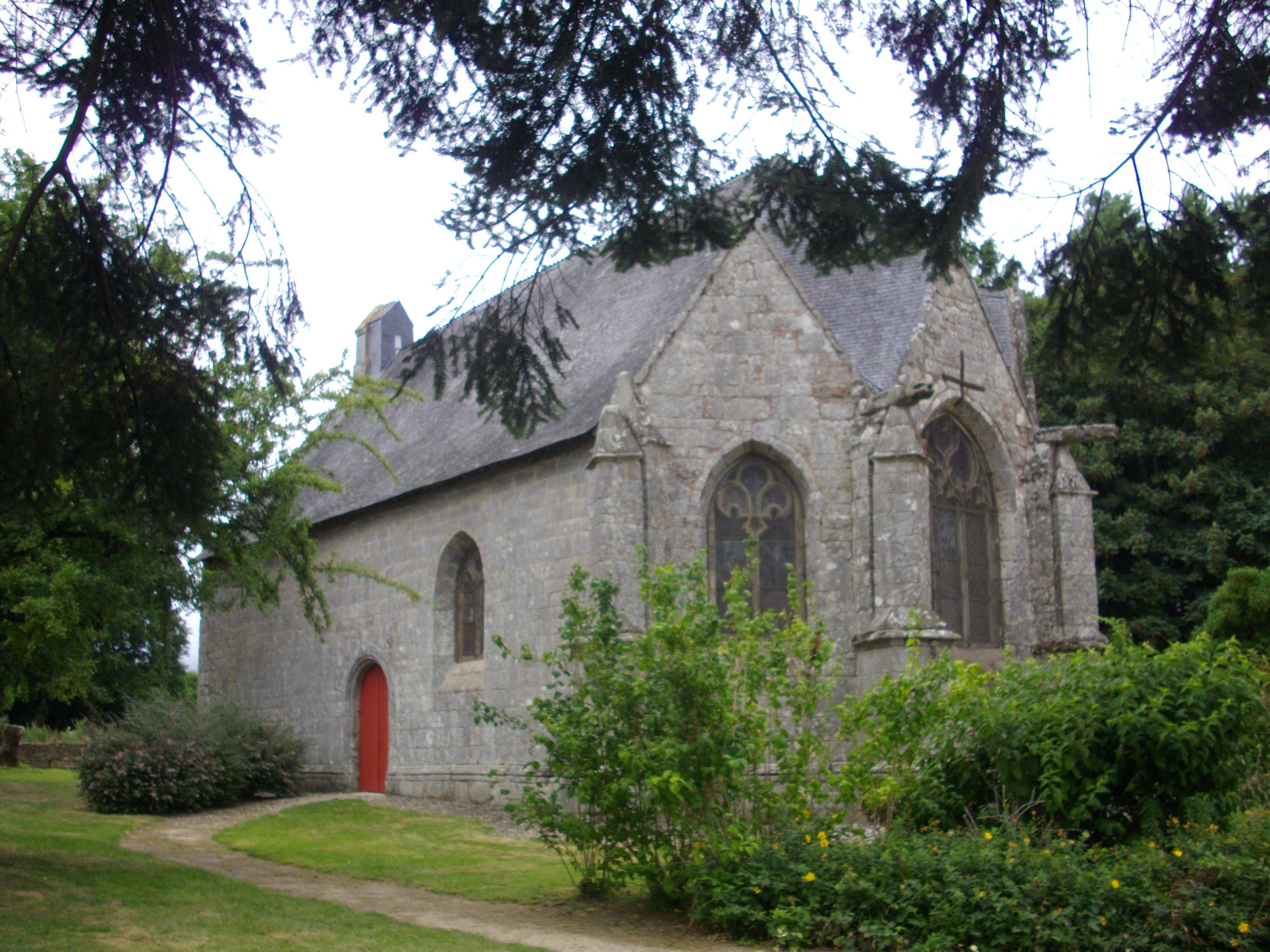
Kapelle Sainte-Suzanne
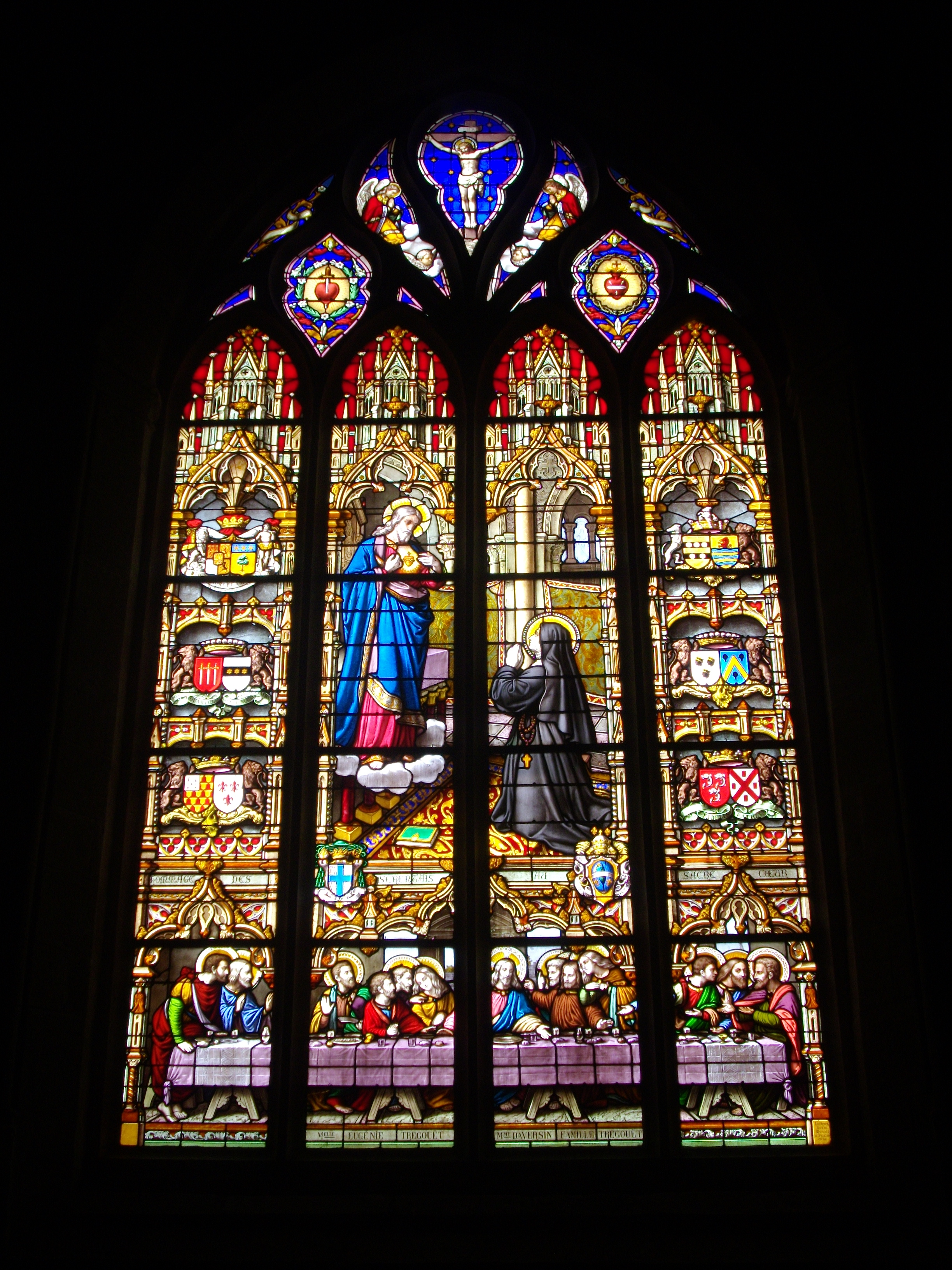
Kirchenfenster in der Kirche Saint-Pierre
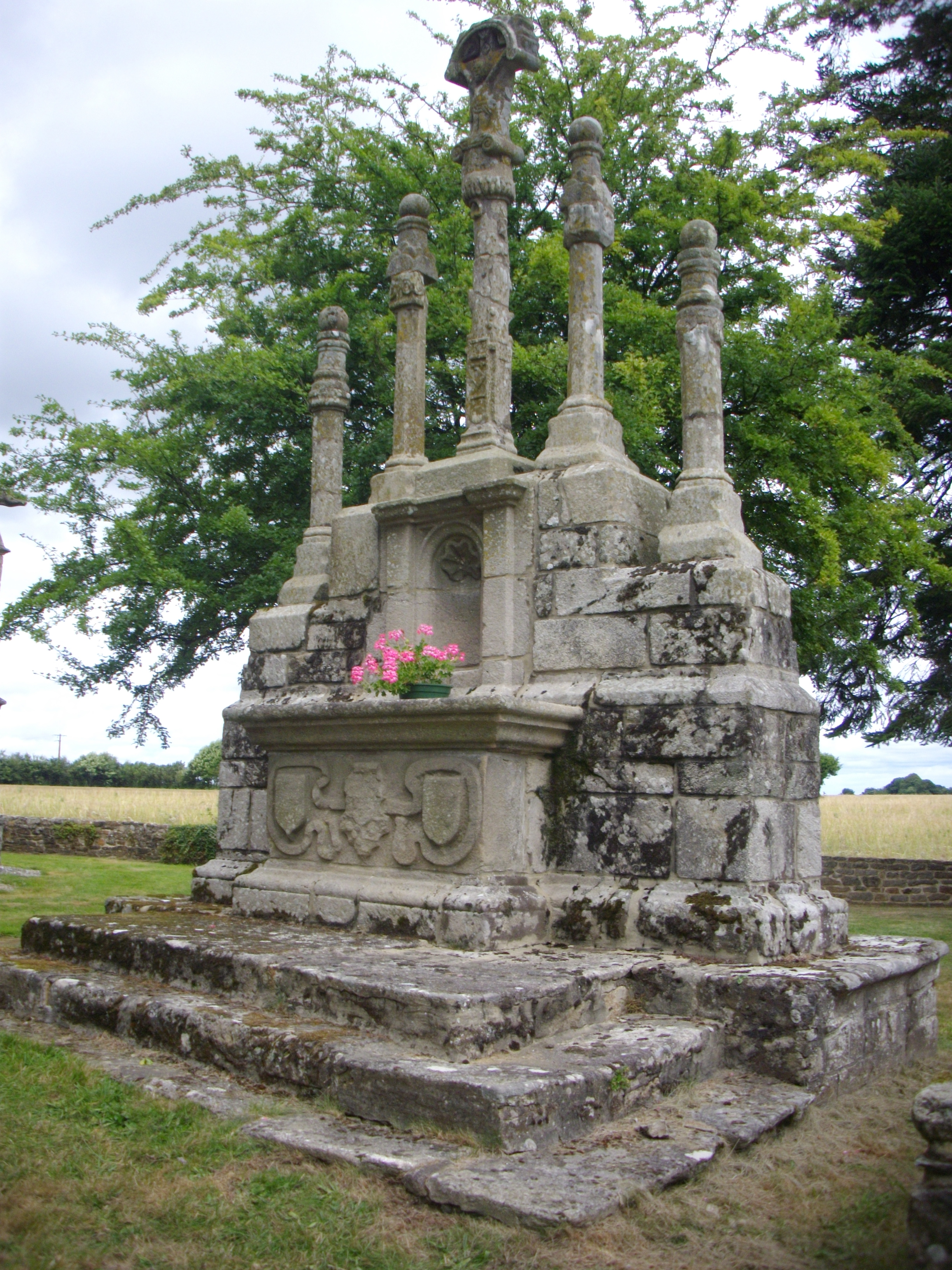
Kalvarienberg

## Persönlichkeiten
- Pierre Thierry (* 2003), Radrennfahrer